# 枚方市立招提北中学校
枚方市立招提北中学校（ひらかたしりつ しょうだいきたちゅうがっこう）は、大阪府枚方市招提北町二丁目にある公立中学校。
地域の生徒数増加に伴い、従来の枚方市立第三中学校および枚方市立楠葉中学校の2校の校区を再編し、枚方市で19番目の公立中学校として1985年に開校した。枚方市の北部、京都府八幡市との境界付近の新興住宅地や企業団地を校区としている。学校敷地は弥生時代の遺跡・招提北代遺跡の上に立地している。
数学科と英語科で少人数授業を行っている。

## 沿革
- 1985年4月1日 - 枚方市立招提北中学校として開校。
- 2015年4月 - 当年度の進学生より、枚方市立樟葉南小学校の児童は当校の進学指定対象から除外された。

## 通学区域
- 枚方市立船橋小学校の通学区域全域。

2014年度までは、枚方市立樟葉南小学校の通学区域の一部（楠葉面取町1丁目・2丁目）も進学指定先となっていたが、2015年度の進学者より樟葉南小学校の児童は原則として枚方市立楠葉西中学校に進学する形に変更され、当校に進学する場合には個別に指定校変更の手続きが必要となった（2026年度まで適用））。

## 交通
- 京阪バス 東山バス停、南船橋バス停。
- 京阪本線 樟葉駅 南西へ約2.6km。
- 京阪本線 牧野駅 北東へ約2.6km。

## 著名な出身者
- 川﨑一輝（プロサッカー選手）